# Challenger de San Luis Potosí 2017

El torneo San Luis Open Challenger Tour 2017 fue un torneo profesional de tenis. Pertenece al ATP Challenger Series 2017. Se disputará su 24ª edición sobre superficie tierra batida, en San Luis Potosí, México entre el 10 al el 16 de abril de 2017.

## Jugadores participantes del cuadro de individuales
| Favorito | País                      | Jugador                  | Rank1 | Posición en el torneo |
| -------- | ------------------------- | ------------------------ | ----- | --------------------- |
| 1        | Bandera de Argentina      | Facundo Bagnis           | 100   | Cuartos de final      |
| 2        | Bandera de Austria        | Gerald Melzer            | 109   | Cuartos de final      |
| 3        | Bandera de Estados Unidos | Stefan Kozlov            | 120   | Primera ronda         |
| 4        | Bandera de Brasil         | João Souza               | 140   | Segunda ronda         |
| 5        | Bandera de Eslovaquia     | Andrej Martin            | 155   | CAMPEÓN               |
| 6        | Bandera de Egipto         | Mohamed Safwat           | 202   | Primera ronda         |
| 7        | Bandera de El Salvador    | Marcelo Arévalo          | 208   | Cuartos de final      |
| 8        | Bandera de España         | Adrián Menéndez-Maceiras | 210   | FINAL                 |

- 1 Se ha tomado en cuenta el ranking del 3 de abril de 2017.

### Otros participantes
Los siguientes jugadores recibieron una invitación (wild card), por lo tanto ingresan directamente al cuadro principal (WC):
- Tigre Hank
- Manuel Sánchez
- Facundo Bagnis
- Miomir Kecmanović

Los siguientes jugadores ingresan al cuadro principal tras disputar el cuadro clasificatorio (Q):
- Facundo Argüello
- Roberto Cid
- Carlos de la Peña
- Marcel Felder

## Campeones

### Individual Masculino
- Andrej Martin derrotó en la final a  Adrián Menéndez-Maceiras, 7–5, 6–4

### Dobles Masculino
- Roberto Quiroz /  Caio Zampieri derrotaron en la final a  Hans Hach Verdugo /  Adrián Menéndez-Maceiras, 6–4, 6–2